# كونستانتين أنيكينكو
كونستانتين أنيكينكو مواليد 9 نوفمبر 1992 في أوديسا، هو لاعب كرة سلة أوكراني. يلعب في الدوري المقدوني لكرة السلة كلاعب وسط. لعب مع نادي أوديسا لكرة السلة من سنة 2008 إلى 2010، ثم لعب مع نادي بوديفلنيك لكرة السلة من سنة 2011 إلى 2014، ثم لعب مع نادي فيتا تبليسي لكرة السلة في موسم 2015–2016.

## روابط خارجية
- كونستانتين أنيكينكو على موقع كرة السلة الأوروبية.كوم (الإنجليزية)
- كونستانتين أنيكينكو على موقع ريلجم (الإنجليزية)